# Pleopeltis megalolepis
Pleopeltis megalolepis là một loài thực vật có mạch trong họ Polypodiaceae. Loài này được (Maxon & C.V. Morton) A.R. Sm. mô tả khoa học đầu tiên năm 2005.